# Papier carbone
Pour les articles homonymes, voir Carbone (homonymie).

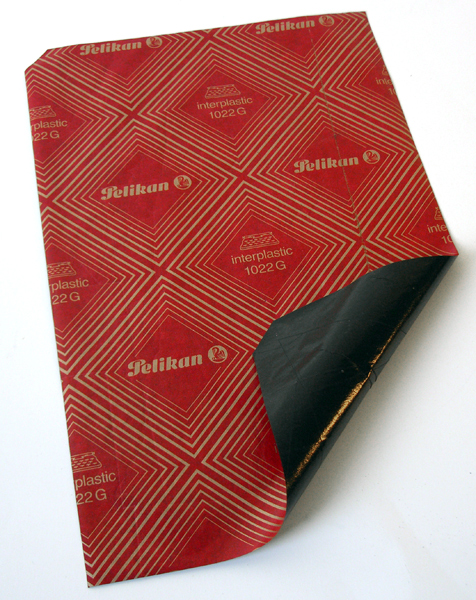
Feuille de papier carbone.

Le papier carbone est un moyen de duplication permettant de retranscrire, sur une feuille placée en dessous, ce qui est écrit sur la feuille placée au-dessus. Inventé au XIXe siècle (première apparition documentée du terme quand l'ingénieur anglais  Ralph Wedgwood  dépose en 1806 un brevet pour son « Stylographic Writer »), sa commodité s'est améliorée lorsqu'il fut confectionné avec un film plastique et avec deux angles opposés coupés pour faciliter sa séparation des autres documents. Il a depuis été largement remplacé par l'usage des photocopieurs.
Trois éléments constituent le papier carbone :
- un support en papier ou en film plastique (polyester, polypropylène...)
- une encre (noire ou bleue) servant à la duplication
- une encre d'imprimerie reprenant la marque client et posée sur la face opposée à l'encre de duplication.

Les encres de duplication sont faites pour deux usages :
- noir pour la reproduction de documents tapés à la machine à écrire
- bleu ou noir pour la reproduction de documents rédigés à la main avec un stylo

Il ne s'agit pas seulement d'un choix de coloris, les encres servant à la reproduction de documents tapés à la machine réagissent à la frappe de celle-ci, alors que lorsque l'on utilise un carbone « main » c'est la pression exercée qui est responsable du transfert d'encre.
Par ailleurs, si historiquement les encres étaient à base de cires, à la fin des années 1960 sont apparus les carbones à « régénération » dont l'encre était à base de résines. L'appellation « régénération » se justifiait dans la mesure où une zone déjà utilisée était « réencrée » par migration de l'encre à travers la résine, un peu comme s'il s'agissait d'une éponge. Phénomène impossible à obtenir avec les encres à cire qui, de fait, avaient une durée de vie plus réduite. Par ailleurs, l'usage de films plastiques en conjonction avec les encres à résine permettaient de faire davantage de doubles — jusqu'à une dizaine pour seulement quatre ou cinq avec la cire — compte tenu de la finesse des feuilles et de la meilleure précision que celle obtenue avec un support plus « rigide » tel que le papier (qui engendrait un effet de dispersion).
Les feuilles de papier carbone ont souvent deux angles opposés coupés (voir image, coin supérieur gauche et coin inférieur droit). Ces échancrures sont faites pour faciliter la séparation des feuilles de papier carbone de la liasse constituée par le document original et les copies — il suffit de maintenir les documents à l'angle supérieur gauche pour dégager facilement les feuilles de carbone qui elles ne sont pas pincées.